# Asplenium athertonense
Asplenium athertonense är en svartbräkenväxtart som beskrevs av S.B.Andrews. Asplenium athertonense ingår i släktet Asplenium och familjen Aspleniaceae. Inga underarter finns listade.